# Super 12 2000
Il Super 12 2000 fu la 5ª edizione del Super Rugby, competizione professionistica di rugby a 15 organizzata dal SANZAAR tra i club di Australia, Nuova Zelanda e Sudafrica.
Composta interamente di franchise, si tenne tra febbraio e maggio 2000.
Nella stagione regolare ogni squadra incontrò tutte le altre in partita di sola andata; per non aggravare i costi di trasferta alcuni turni furono di cinque piuttosto che di sei incontri, sì da permettere alle squadre in visita in un continente di disputare tutti gli incontri in giornate consecutive; per tale ragione il calendario prevedette 12 giornate invece di 11.
Le semifinali si disputarono tra le prime quattro classificate, gli australiani ACT Brumbies, i neozelandesi Otago Highlanders e Canterbury Crusaders e i sudafricani Cats.
La finale vide di fronte a Canberra i Brumbies, sconfitti per un solo punto (19-20) dai campioni uscenti, i Crusaders, che così vinsero il titolo per la terza volta consecutiva e confermarono la supremazia della Nuova Zelanda nel torneo (cinque vittorie in cinque edizioni).

## Squadre partecipanti e ambiti territoriali
| Paese         | Squadra     | Sede           | Area                                      |
| ------------- | ----------- | -------------- | ----------------------------------------- |
| Australia     | Brumbies    | Canberra       | Territorio della Capitale Australiana     |
| Australia     | Reds        | Brisbane       | Stato del Queensland                      |
| Australia     | Waratahs    | Sydney         | Stato del Nuovo Galles del Sud            |
| Nuova Zelanda | Blues       | Auckland       | Penisola di North Auckland                |
| Nuova Zelanda | Chiefs      | Hamilton       | Distretti di Hamilton, Tauranga e Rotorua |
| Nuova Zelanda | Crusaders   | Christchurch   | Regione di Canterbury                     |
| Nuova Zelanda | Highlanders | Dunedin        | Distretto di Otago e South Land           |
| Nuova Zelanda | Hurricanes  | Wellington     | Wellington, Palmerston North e Napier     |
| Sudafrica     | Bulls       | Pretoria       | East Rand, Limpopo                        |
| Sudafrica     | Lions       | Johannesburg   | Mpumalanga, Provincia del Nordovest       |
| Sudafrica     | Sharks      | Durban         | KwaZulu-Natal                             |
| Sudafrica     | Stormers    | Città del Capo | Cape Winelands, West Coast                |

## Stagione regolare

### Risultati
|           | 1ª giornata           |       |
| --------- | --------------------- | ----- |
| 25-2-2000 | Hurricanes - Sharks   | 40-23 |
| 25-2-2000 | Brumbies - Blues      | 15-18 |
| 26-2-2000 | Northern Bulls - Cats | 19-23 |
| 26-2-2000 | Highlanders - Reds    | 50-13 |
| 26-2-2000 | Stormers - Waratahs   | 22-15 |
| 27-2-2000 | Chiefs - Crusaders    | 24-27 |

|           | 4ª giornata         |       |
| --------- | ------------------- | ----- |
| 17-3-2000 | Highlanders - Cats  | 33-31 |
| 18-3-2000 | Waratahs - Sharks   | 19-26 |
| 18-3-2000 | Chiefs - Hurricanes | 19-24 |
| 18-3-2000 | Reds - Crusaders    | 19-27 |
| 18-3-2000 | Stormers - Brumbies | 15-29 |
|           |                     |       |

|          | 7ª giornata            |       |
| -------- | ---------------------- | ----- |
| 7-4-2000 | Hurricanes - Crusaders | 28-22 |
| 7-4-2000 | Brumbies - Highlanders | 34-15 |
| 8-4-2000 | Sharks - Cats          | 27-28 |
| 8-4-2000 | Reds - Northern Bulls  | 34-15 |
| 8-4-2000 | Blues - Stormers       | 18-39 |
| 9-4-2000 | Chiefs - Waratahs      | 30-37 |

|           | 10ª giornata               |       |
| --------- | -------------------------- | ----- |
| 28-4-2000 | Crusaders - Northern Bulls | 75-27 |
| 29-4-2000 | Cats - Reds                | 36-32 |
| 29-4-2000 | Chiefs - Brumbies          | 17-45 |
| 29-4-2000 | Stormers - Highlanders     | 27-13 |
| 29-4-2000 | Waratahs - Hurricanes      | 20-27 |
| 30-4-2000 | Sharks - Blues             | 19-30 |

|          | 2ª giornata               |       |
| -------- | ------------------------- | ----- |
| 3-3-2000 | Highlanders - Sharks      | 27-20 |
| 4-3-2000 | Hurricanes - Reds         | 43-25 |
| 4-3-2000 | Cats - Stormers           | 22-18 |
| 4-3-2000 | Northern Bulls - Waratahs | 13-33 |
| 5-3-2000 | Blues - Chiefs            | 25-32 |
|          |                           |       |

|           | 5ª giornata               |       |
| --------- | ------------------------- | ----- |
| 24-3-2000 | Blues - Waratahs          | 31-17 |
| 25-3-2000 | Hurricanes - Cats         | 29-23 |
| 25-3-2000 | Northern Bulls - Brumbies | 19-28 |
| 25-3-2000 | Crusaders - Stormers      | 47-31 |
| 25-3-2000 | Reds - Chiefs             | 37-17 |
|           |                           |       |

|           | 8ª giornata             |       |
| --------- | ----------------------- | ----- |
| 14-4-2000 | Reds - Stormers         | 37-24 |
| 14-4-2000 | Blues - Highlanders     | 26-16 |
| 15-4-2000 | Waratahs - Brumbies     | 30-25 |
| 15-4-2000 | Sharks - Crusaders      | 24-32 |
| 15-4-2000 | Chiefs - Northern Bulls | 40-7  |
|           |                         |       |

|          | 11ª giornata                 |       |
| -------- | ---------------------------- | ----- |
| 5-5-2000 | Crusaders - Waratahs         | 22-13 |
| 5-5-2000 | Cats - Blues                 | 34-27 |
| 6-5-2000 | Sharks - Chiefs              | 31-44 |
| 6-5-2000 | Brumbies - Reds              | 38-32 |
| 6-5-2000 | Northern Bulls - Highlanders | 40-42 |
| 7-5-2000 | Stormers - Hurricanes        | 43-23 |

|           | 3ª giornata               |       |
| --------- | ------------------------- | ----- |
| 10-3-2000 | Crusaders - Blues         | 32-20 |
| 10-3-2000 | Brumbies - Sharks         | 51-10 |
| 11-3-2000 | Highlanders - Hurricanes  | 35-19 |
| 11-3-2000 | Waratahs - Cats           | 51-16 |
| 11-3-2000 | Stormers - Northern Bulls | 19-19 |
|           |                           |       |

|           | 6ª giornata             |       |
| --------- | ----------------------- | ----- |
| 31-3-2000 | Hurricanes - Blues      | 14-25 |
| 1-4-2000  | Northern Bulls - Sharks | 14-14 |
| 1-4-2000  | Reds - Waratahs         | 31-16 |
| 1-4-2000  | Crusaders - Highlanders | 42-36 |
| 1-4-2000  | Brumbies - Cats         | 64-0  |
| 2-4-2000  | Chiefs - Stormers       | 25-28 |

|           | 9ª giornata            |       |
| --------- | ---------------------- | ----- |
| 21-4-2000 | Highlanders - Chiefs   | 38-6  |
| 21-4-2000 | Brumbies - Hurricanes  | 47-28 |
| 22-4-2000 | Blues - Northern Bulls | 54-11 |
| 22-4-2000 | Sharks - Reds          | 13-24 |
| 22-4-2000 | Cats - Crusaders       | 54-31 |
|           |                        |       |

|           | 12ª giornata                |       |
| --------- | --------------------------- | ----- |
| 12-5-2000 | Waratahs - Highlanders      | 22-15 |
| 12-5-2000 | Northern Bulls - Hurricanes | 47-33 |
| 12-5-2000 | Crusaders - Brumbies        | 12-17 |
| 12-5-2000 | Sharks - Stormers           | 28-32 |
| 13-5-2000 | Cats - Chiefs               | 53-3  |
| 13-5-2000 | Reds - Blues                | 33-26 |

### Classifica
|  |     | Squadra              | G  | V | N | P | PF  | PS  | B | Pt |
|  | --- | -------------------- | -- | - | - | - | --- | --- | - | -- |
|  | 1.  | ACT Brumbies         | 11 | 9 | 0 | 2 | 393 | 196 | 9 | 45 |
|  | 2.  | Canterbury Crusaders | 11 | 8 | 0 | 3 | 369 | 293 | 7 | 39 |
|  | 3.  | Otago Highlanders    | 11 | 6 | 0 | 5 | 320 | 280 | 8 | 32 |
|  | 4.  | Cats                 | 11 | 7 | 0 | 4 | 320 | 334 | 4 | 32 |
|  | 5.  | Stormers             | 11 | 6 | 1 | 4 | 298 | 276 | 5 | 31 |
|  | 6.  | Blues                | 11 | 6 | 0 | 5 | 300 | 262 | 6 | 30 |
|  | 7.  | Reds                 | 11 | 6 | 0 | 5 | 317 | 305 | 6 | 30 |
|  | 8.  | Hurricanes           | 11 | 6 | 0 | 5 | 308 | 329 | 5 | 29 |
|  | 9.  | Waratahs             | 11 | 5 | 0 | 6 | 273 | 258 | 5 | 25 |
|  | 10. | Chiefs               | 11 | 3 | 0 | 8 | 257 | 352 | 8 | 20 |
|  | 11. | Bulls                | 11 | 1 | 2 | 8 | 231 | 395 | 3 | 11 |
|  | 12. | Sharks               | 11 | 1 | 1 | 9 | 235 | 341 | 3 | 9  |

## Semifinali
| Canberra 20 maggio 2000 | ACT Brumbies | 28 – 5 | Cats | Bruce Stadium |

| Christchurch 20 maggio 2000 | Canterbury Crusaders | 37 – 15 | Otago Highlanders | Jade Stadium |

## Finale
| Arbitro: | André Watson |

|              |      |              |
| G. Smith     | mt   | Cribb        |
| Mortlock     | tr   |              |
| Mortlock (4) | c.p. | Mehrtens (5) |